# Остання подорож дівчат
Остання подорож дівчат (яп. 少女終末旅行, англ. Girls' Last Tour) — манґа, що видавалась у Японії в інтернет журналі Kurage Bunch видавництва Shinchosha у 2014—2018 роках. Її написав та ілюстрував Цукумідзу. У 2017 році було випущено аніме-адаптацію манґи.
З 2023 видається в Україні видавництвом MAL'OPUS. У 2024 році вийшов 3 том українського видання манґи.

## Сюжет
У минулому сталась Третя світова війна. Людство було знищено, світ було зруйновано. Лише дві дівчинки: колишня військовослужбовиця Юурі та переконана пацифістка Чіто залишилися живими. Наразі вони змушені мандрувати крізь зруйновані міста, щоб знайти їжу та пальне. Мандруючи вони розмовляють на різні філософські теми життя, водночас знаючи лише об'єктивні речі про нього. 

## Перелік персонажів
Чіто (яп. チト)
Сейю: Мінасе Інорі
Головна героїня, дівчинка у віці п'ятнадцяти-шістнадцяти років. Переконана пацифістка, відмовляється навіть доторкатися до зброї. Розуміє мало не всі типи техніки та механізми. Водночас вона не вміє плавати й дуже боїться висоти. Постійно пише щоденник, у якому зберігає усі події свого життя.
Юурі (яп. ユーリ)
Сейю: Кубо Юріка
Друга головна героїня. Однолітка Чіто, у минулому військовослужбовець. Влучний стрілець, мало не снайпер. Попри малий вік, вона сильна, може швидко плавати. Не вміє читати й писати, нічого не розуміє у техніці. Її постійне бажання — їжа, під час її відсутності вона готова з'їсти будь-яку тварину, попри те, що кілька годин тому вона врятувала їй життя. У деяких моментах намагається з'їсти Чіто.

## Медіа

### Манґа
«Остання подорож дівчат»,  написана та ілюстрована Цукумідзу, виходила у онлайн-журналі Shinchosha Kurage Bunch з 21 лютого 2014 по 12 січня 2018. Пізніше глави манґи було зібрано в 6 танкобонів. Yen Press отримали ліцензію на видання манґи англійською мовою у Північній Америці. 13 жовтня 2017 вийшла манґа-антологія з ілюстраціями від різних манґак за мотивами «Останньої подорожі дівчат».

#### Список томів
| № | Японською         | Японською                                          | Українською    | Українською            |
| № | Дата виходу       | ISBN                                               | Дата виходу    | ISBN                   |
| - | ----------------- | -------------------------------------------------- | -------------- | ---------------------- |
| 1 | 8 листопада 2014  | ISBN 978-4-10-771781-8                             | 25 квітня 2023 | ISBN 978-617-7756-67-4 |
| 2 | 9 липня 2015      | ISBN 978-4-10-771830-3                             | 7 липня 2023   | ISBN 978-617-7756-71-1 |
| 3 | 9 лютого 2016     | ISBN 978-4-10-771874-7                             | 16 лютого 2024 | ISBN 978-617-7756-77-3 |
| 4 | 11 листопада 2016 | ISBN 978-4-10-771929-4                             | 22 серпня 2024 | ISBN 978-617-8168-15-5 |
| 5 | 8 вересня 2017    | ISBN 978-4-10-772009-2                             | —              | —                      |
| 6 | 9 березня 2018    | ISBN 978-4-10-772060-3 ISBN 978-4-10-772019-1 (ЛВ) | —              | —                      |